# Goryczkowy Potok
Goryczkowy Potok – potok, prawostronny dopływ Bystrej o długości 2,75 km, spadku 18,2% i powierzchni zlewni wynosi 2,8 km².
Potok spływa z Doliny Goryczkowej do Doliny Bystrej w Tatrach Zachodnich. Jego źródła znajdują się w górnej części Doliny Goryczkowej pod Zakosy, na wysokości ok. 1625 m n.p.m. Spływa z nich Wyżni Goryczkowy Potok. Miejscami tworzy on niewielkie wodospady, miejscami traci wodę (ponory). Na wysokości ok. 1340 m łączy się ze Świńskim Potokiem spływającym dnem Doliny Goryczkowej Świńskiej i od tego miejsca nosi nazwę Goryczkowego Potoku. Zarówno Wyżni Goryczkowy Potok, jak i Świński Potok czasami wysychają. Na pewnym odcinku potok całkowicie zanika. Wkrótce jednak ulega znacznemu zasileniu silnym strumieniem wody wypływającym z Goryczkowego Wywierzyska (500 l/s). Od tego momentu staje się silnym i burzliwym potokiem. W odległości ok. 300 m od wywierzyska uchodzi do potoku Bystra, na wysokości ok. 1140 m.
Koryto potoku w górnej części ma szerokość do 1 m i wyżłobione jest w rumowisku skalnym. Na wysokości 1550 m potok wpływa w obszar zbudowany z granitów i od tego miejsca jego koryto wyżłobione jest w litej skale. Są w nim liczne progi, które załamują spadek potoku i powodują jego burzliwy bieg. Najwyższy z tych progów ma wysokość około 10 m. Od miejsca połączenia się ze Świńskim Potokiem potok płynie w materiale morenowym, a jego koryto rozszerza się do szerokości 2–3 m. Około 400 m poniżej Niżniej Goryczkowej Równi w materiale tym potok zanika całkowicie. Na powierzchni niewielki potoczek pojawia się dopiero na wysokości 1195 m pod Myślenickimi Turniami.
Wzdłuż koryta potoku nie prowadzą szlaki turystyki pieszej. Natomiast w zimie jest to rejon bardzo intensywnie eksploatowany przez narciarzy.